# КАМАЗ-53205
КАМАЗ-53205 — российский крупнотоннажный грузовой автомобиль производства Камского автомобильного завода. Пришёл на смену КАМАЗ-5320.

## История
Автомобиль КАМАЗ-53205 серийно производится с 2000 года вместо КАМАЗ-5320. Ошиновка автомобиля двускатная, колёсная формула используется для монтажа. От КАМАЗ-5320 модель КАМАЗ-53205 отличается проходимостью, надёжностью и устойчивостью, кабина автомобиля более высокая, чему у предшественника, фары перемещены на бампер.
Модель КАМАЗ-53205 была произведена на основе модернизированных моделей Камского автозавода с середине 1980-х годов. Испытания модель проходила с 1990-х годов, серийное производство стартовало в 2000 году.
На базе КАМАЗ-53205 производятся автокраны, автоцистерны, лесовозы, тягачи и сельскохозяйственные автомобили. С 2001 года на шасси КАМАЗ-53205 производятся также автомобили КАМАЗ-53215.

## Особенности
КАМАЗ-53205 оснащается короткой 3-местной кабиной с крышей, у которой высота больше, чем у КАМАЗ-5320. За всю историю производства на КАМАЗ-53205 устанавливались четырёхтактные V-образные восьмицилиндровые дизели КАМАЗ-740.11-240 Евро-1 и 10-ступенчатая механическая трансмиссия.

## Модельный ряд
Модельный ряд состоит из моделей КАМАЗ 53205-1011-15 (Евро-2) и КАМАЗ 53205-1013-15.
Рассматривались и другие возможности изменения автомобиля («при перевезення комбікорму застосовується нові автомобілі марки — КАМАЗ-53205 з навантажувачем ЗСК-15»

## Научные исследования
- Аэродинамические характеристики в дорожных условиях автомобилей КАМАЗ-53205 и КАМАЗ-53215 рассмотрены в работе: Валеев, Д.Х., Карабцев, В.С., 2014. Эволюция аэродинамических характеристик автомобилей «КАМАЗ». Известия Московского государственного технического университета МАМИ, 1(1 (19)).

- Влияние несовпадения колеи передних и задних колёс автомобилей на их опорную проходимость у неполноприводных автомобилей со стандартными шинами и двускатными колёсами на ведущих осях (ЗИЛ-431410, ГАЗ-3307, КАМАЗ-53205) рассмотрены в работе: Острецов, А. В., В. В. Бернацкий, А. Е. Есаков, and В. М. Шарипов. «Влияние несовпадения колеи передних и задних колёс автомобилей на их опорную проходимость.» Журнал автомобильных инженеров 2 (2015): 16-23.